# Vågdalen

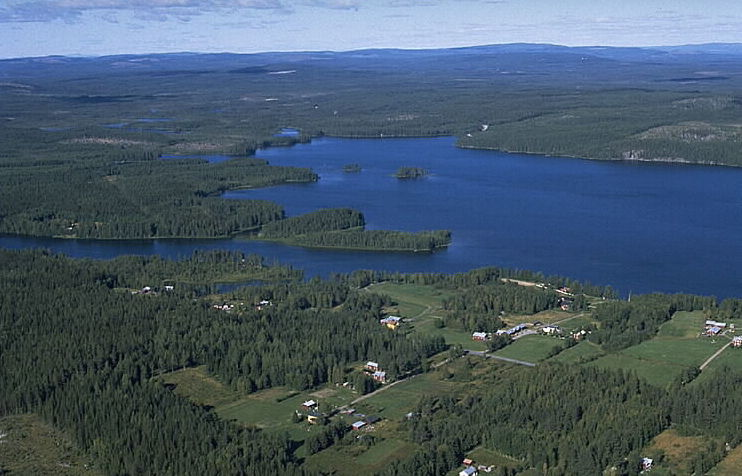
Norra Vågdalen vid Fångsjön. (1996)

Vågdalen är en by i Ströms distrikt (Ströms socken) cirka 1 mil sydost om centralorten Strömsund i Strömsunds kommun. 
Byn grundades av Per Danielsson från Grelsgård i Ström som slog sig ner som nybyggare vid Fångsjön år 1813.
Vågdalen domineras idag av mindre jordbruksfastigheter och fritidshus och har ett lågt antal permanentboende. Byn har en karaktäristisk avlång geografisk form och ligger längs länsväg 345. Nära byn finns fiskevattnen Fångsjön samt Sporrsjön, och vid Fångsjöns norra strand finns även bevarade hällmålningar. 
I sydligaste delen av byn ligger området Lövön med sitt välbevarade vattenkraftverk från tidigt 1900-tal. I anslutning till Lövön kan man följa en utstakad vandringsled till naturområdet Norrströmmen.